# Alfred Bock
Alfred Bock, född 14 oktober 1859 och död 6 mars 1932, var en tysk författare.
Bock har skrivit verklighetstrogna skildringar ur folklivet samt lyriska och dramatiska dikter. Bland han verk märks Hessenluft (1907), Die Oberwälder (1912), Gedichte (1889) samt die Prinzessin von Sestri (1889).